# Kazimierz Tarwid

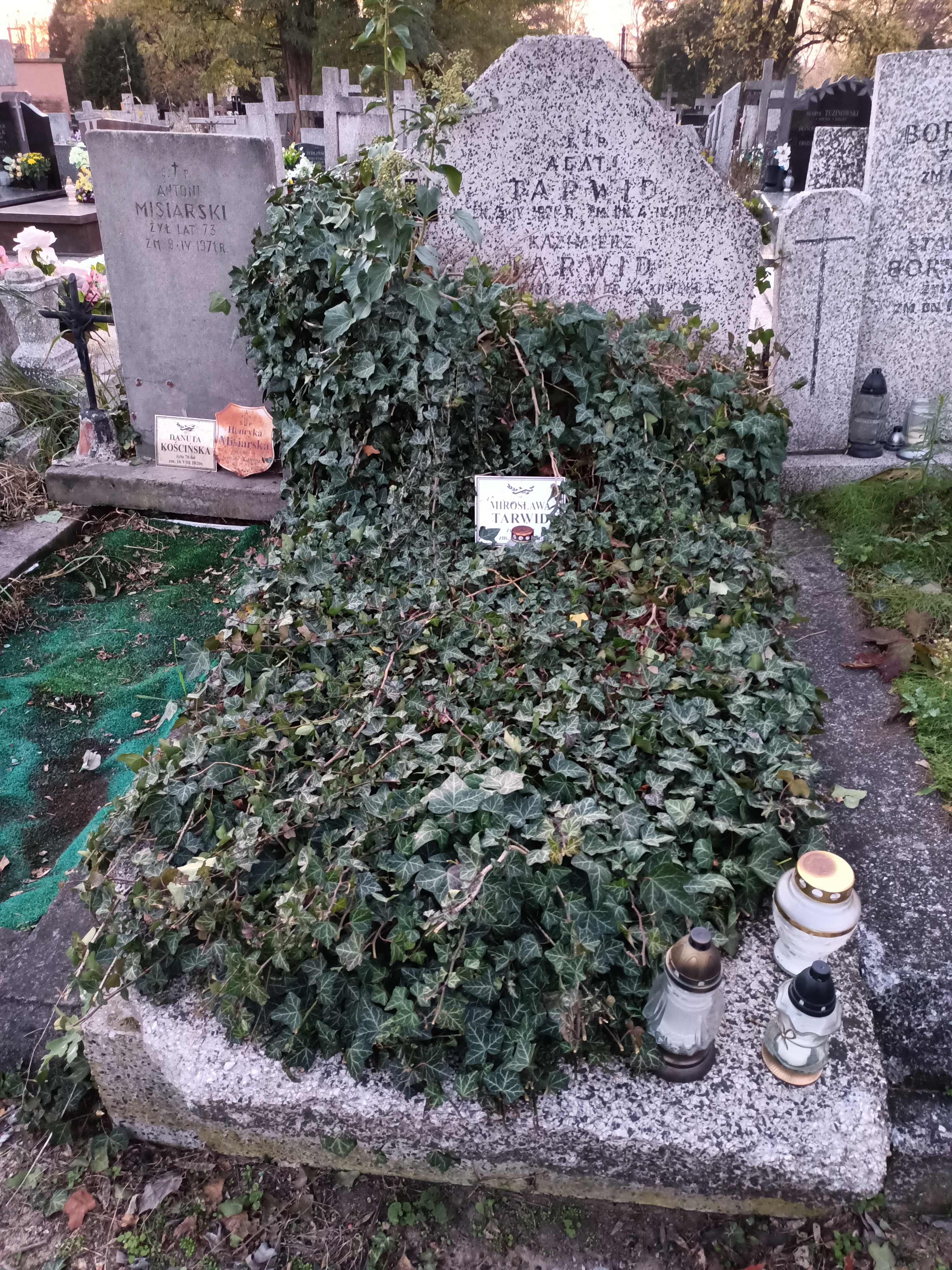
Grób profesora Kazimierza Tarwida na Cmentarzu Bródnowskim.

Kazimierz Tarwid, ps. „Antoni” (ur. 9 września 1909 w Pskowie, zm. 23 grudnia 1988 w Warszawie) – polski ekolog, jeden z twórców polskiej szkoły ekologicznej, uczestnik tajnego nauczania w czasie okupacji niemieckiej i żołnierz AK w powstaniu warszawskim (1944), związany z Uniwersytetem Warszawskim, Muzeum i Instytutem Zoologii i SGGW; oskarżony o zabójstwo drugiej żony i uniewinniony z powodu braku dowodów.

## Życiorys

### Lata przed II wojną światową
Był synem Leontyny z domu Lacarus i Leopolda Tarwida (ok. 1880–1914). Studia biologiczne skończył na Uniwersytecie Warszawskim. Do wybuchu II wojny światowej (1939) pracował w Państwowym Muzeum Zoologicznym).

### Okupacja i powstanie warszawskie
W czasie okupacji niemieckiej był w latach 1940–1944 kierownikiem Państwowego Muzeum Zoologicznego. Brał udział w tajnym nauczaniu, wykładając zoologię w Studium Farmaceutycznym tajnego Uniwersytetu Jagiellońskiego.
W powstaniu warszawskim był żołnierzem „Batalionu Kiliński” (8. kompania, włączona 3 sierpnia 1944, dawny „Kedyw Kolegium C”). W skład tego batalionu wchodziły jednostki wojskowe i specjalistyczne, np. badawcza, wywiadowcza, produkcyjna, sabotażowa, łączności. Porucznik Kazimierz Tarwid dowodził jednostką produkcyjną (dowódcą jednostki badawczej był porucznik doktor Jan Żabiński).

### Praca po wojnie
Po wojnie pracował w SGGW i Uniwersytecie Warszawskim (Zakład Zoologii, Zakład Ekologii UW). Współorganizował Instytut Ekologii PAN oraz Stację Hydrobiologiczną w Mikołajkach, kontynuującą tradycje Stacji Wigierskiej, która miała przed wojną osiągnięcia cenione w skali międzynarodowej. Stację prowadzili wychowankowie prof. Tarwida – Wanda Szczepańska i Andrzej Szczepański. Pracując w UW (od 1945 roku) zajmował kolejno stanowiska starszego asystenta, adiunkta, docenta etatowego, profesora nadzwyczajnego (od 1954).
Prof. dr. hab. Kazimierz Tarwid był wieloletnim przewodniczącym Komisji Przydziału Pracy dla absolwentów Wydziału Biologii i Nauk o Ziemi oraz rzeczoznawcą Centralnej Komisji Kwalifikacyjnej (CKK) dla Pracowników Nauki (obecnie Centralna Komisja do Spraw Stopni i Tytułów).
Jego główne zainteresowania naukowe dotyczyły ekologii początkowo ochotkowatych, a następnie komarów oraz teorii ekologii. Jest uważany za jednego z twórców polskiej ekologicznej szkoły naukowej.
Został odznaczony „Złotą Odznaką PTEnt”.
Zmarł w Warszawie 23 grudnia 1988 roku, został pochowany na cmentarzu Bródnowskim (kwatera 35L-5-12).

## Publikacje
Wybór według books.google.pl:
- 1933 – Über den systematischen Wert von Anopheles maculipennis alexandrae-schingarewae Sching. (Diptera, Culicidae), wyd. Polskie Muzeum Zoologiczne,
- 1933 – Sur l'existence de l'espèce Symmerus apicalis Winn. (Diptera, Fungivoridae), nakładem Państwowego Muzeum Zoologicznego,
- 1934 – Wyniki ankiety dr. Henryka Raabego w sprawie występowania komarów domowych w Polsce w roku 1924 i 1925, nakł. Państwowego Muzeum Zoologicznego,
- 1935 – Muchówki mieszkaniowe, Wyd. M. Arcta,
- 1938 – Notatki faunistyczne o muchówkach Polski: Faunistisch - dipterologische Notizen aus Polen. Zestawienie dotychczasowych wiadomości o faunie komarów Polski,
- 1938 – O pewnych konsekwencjach niektórych nowszych badań biocenologicznych,
- 1938 – Über einige europäische Arten der Gattung Dixa Meig. (Diptera, Nematocera), nakładem Państwowego Muzeum Zoologicznego,
- 1938 – O kilku gatunkach europejskich z rodzaju Dixa Meig: (Diptera, Nematocera), Tom 13, Wydanie 15 z Annales musei zoologici polonici,
- 1939 – Wstęp do charakterystyki rozmieszczenia głębinowych larw Chironomidów jeziora Wigierskiego, [Archiwum nauk biologicznych Towarzystwa Naukowego Warszawskiego. tom 8. z. 4],
- 1952 – Próba charakterystyki zespołu komarów Puszczy Kampinoskiej, wyd. Tow. Naukowe
- 1968 – Prey and predator Density and their reactions in the process of mosquito reduction by spiders in fiels experiments (współaut. Eliza Dąbrowska-Prot, Jadwiga Łuczak),
- 1981 – Occurrence of „resistance” to Predators in Insect Populations as a Factor Inhibiting Biological Control of Pests, Saad Publications, Translations Division.

## Życie prywatne i „proces Tarwida”
Swoją pierwszą żonę, Helenę Siwicką (ur. ok. 1910), poznał w roku 1928; była koleżanką ze studiów na Wydziale Biologii UW (później nauczycielką). Ślub zawarli w roku 1935; mieli dwoje dzieci (pierwsza córka, Marta, urodziła się w roku 1944). Drugą żoną Kazimierza Tarwida była Teresa Biesiekierska z Biesiekierza h. Pomian (ur. 1929). Ślub odbył się 22 lipca 1950 (według innych źródeł w roku 1951).
Teresa Tarwid była obiecującym, powszechnie lubianym pracownikiem naukowym SGGW. Z Kazimierzem Tarwidem miała dwie córki – Janinę (ur. 1952) i Agnieszkę (ur. 1954). Zmarła w domu wieczorem 21 stycznia 1955 roku wskutek zatrucia cyjankiem potasu. Ok. 5 gramów cyjanku – stosowanego wówczas do przygotowywania „zatruwaczek” do połowu owadów – wypożyczyła od swojego przełożonego z Zakładu Parazytologii SGGW na prośbę męża, który przygotowywał się do planowanego na 22 stycznia wyjazdu do Dziekanowa. Według relacji Kazimierza Tarwida żona pokazywała mu, jak można zabezpieczać porcje tego związku z użyciem opłatków do leków.
Wieczorem 21 stycznia Tarwidów odwiedzili zaproszeni przez Teresę znajomi, którym m.in. pokazywano słoik z KCN, stojący w łazience. Według Kazimierza Tarwida po wyjściu gości wyszedł on z domu, aby odwiedzić matkę, a po spóźnionym powrocie zastał nieprzytomną żonę leżącą na kanapie; na stoliku obok niej stał zamknięty słoik z cyjankiem i lekarstwo na ból głowy.
Śledztwo w sprawie śmierci Teresy Tarwid i wieloetapowe postępowanie sądowe trwało 5 lat (1955–1960); zostało uznane za jeden z kilku poszlakowych „procesów wszech czasów”, których przebieg wskazywał na brak możliwości jednoznacznej interpretacji zgromadzonego materiału dowodowego:
- 26 sierpnia 1955 – umorzenie śledztwa z powodu braku dowodów; wywołało ono wzburzenie społeczne, również w środowisku naukowym, w którym adwersarze podejrzanego wiązali śmierć żony prof. Tarwida z jego „romansową naturą” (część osób sugerowała istotną rolę jego kontaktów z asystentką, Elizą Dąbrowską),
- 11 września 1956 – wznowienie śledztwa, tymczasowe aresztowanie Kazimierza Tarwida i czterotygodniowe badania psychiatryczne,
- 27 maja 1957 – wyrok Sądu Wojewódzkiego m.st. Warszawy – 15 lat pozbawienia wolności za zabójstwo; zaskarżenie wyroku przez obrońców,
- 1 lutego 1958 – uchylenie wyroku przez Sąd Najwyższy i skierowanie sprawy do ponownego rozpoznania,
- 24 listopada 1958 – wyrok Sądu Wojewódzkiego – dożywotnie pozbawienie wolności za zabójstwo,
- 12 stycznia 1960 – uniewinnienie z zarzutu oskarżenia wyrokiem Sądu Najwyższego; złożenie rewizji przez Prokuratora Generalnego,
- 8 października 1960 – nieuwzględnienie rewizji Prokuratora Generalnego przez Sąd Najwyższy w rozszerzonym składzie (decyzja bez prawa apelacji).

„Sprawa Tarwida” budziła emocje i była wielokrotnie – nie zawsze poprawnie – relacjonowana w mediach. Była też przytaczana w fachowych publikacjach na temat procesów poszlakowych i zasady domniemania niewinności oskarżonego. W piśmie Adwokatury Polskiej Palestra (1966, nr 5) Włodzimierz Dzięciołowski napisał np.:

Odrębność ocen sądów jako specyficznej grupy społecznej wyraża się chyba najjaskrawiej w wypadkach, kiedy w procesie karnym można ująć nagromadzony materiał w dwa różne warianty: jeden przemawiający za tezą oskarżenia, drugi – za uniewinnieniem, przy czym każdy z nich wykazuje takie same walory logiki i prawdopodobieństwa wydarzeń. […] Orzecznictwo i literatura, opisując tego rodzaju sprawy, uwypuklają sam fakt istniejących sprzeczności i ciężar gatunkowy dowodów, nie zajmują się jednak zagadnieniem, dlaczego sędzia skłonił się w stronę aktu oskarżenia z pominięciem zasady domniemania niewinności oskarżonego. Tematem tym zajął się Kazimierz Brandys (Listy do Pani Z.), opisując proces prof. Tarwida. Podkreśla on słusznie, że sądy w sytuacjach, w których powinny powiedzieć: „nie wiem” i uniewinnić oskarżonego, wymierzają na ogół łagodne kary, tworząc jakoby nowe pojęcie „winy wyobrażeniowej”. Na motywy sędziego, by w wypadkach, w których możliwość przyjęcia wersji A czy B ma równe szanse, przyjąć wersję niekorzystną dla oskarżonego, wpływają różne czynniki. Prasa, zebrania, radio, okólniki nawołujące do tępienia przestępczości…

W wymienionej w artykule książce „Listy do pani Z.” Kazimierz Brandys tak zakończył swój list, w którym komentował trzy procesy poszlakowe, o różnym przebiegu:

Piszę ten list u progu zimy i wśród poważnych kłopotów, które chyba nieprędko się skończą. List nie na temat, list nie à propos. Jakże nieodpowiedzialna jest nasza korespondencja. Mimo to załączam następujące prośby:
niech mi Pani wierzy, że zbrodnia nie jest sumą słabości człowieka;
niech Pani jako sędzia pamięta o pułapce, w którą świat może wciągnąć Panią jako oskarżoną;
niech Pani nigdy nie skazuje bez dowodu winy, nawet przy stu poszlakach.